# Littoraria tessellata
Littoraria tessellata är en snäckart som först beskrevs av Philippi 1847.  Littoraria tessellata ingår i släktet Littoraria och familjen strandsnäckor. Inga underarter finns listade i Catalogue of Life.